# Sudeckie Bractwo Walońskie
Sudeckie Bractwo Walońskie – organizacja powstała w 1999 w Szklarskiej Porębie, nawiązująca do tradycji walońskich na ziemiach polskich i starająca się wypromować Szklarską Porębę na „mineralogiczną stolicę Polski”. Członkowie nazywają siebie Walończykami od walończyków – średniowiecznych specjalistów wytopu metali i górnictwa pochodzących z Walonii.
Siedzibą bractwa jest Chata Walońska położona przy Czeskiej Ścieżce, do której prowadzi czarny szlak.
Organizacja prowadzi w budynku Karczmy Głodowej Muzeum Ziemi prezentujące wystawę kamieni ozdobnych i szlachetnych. Działalnością bractwa oraz muzeum do 27 kwietnia 2013 kierował Juliusz Naumowicz. Bractwo wydaje Spiski Walońskie (dotychczas ukazało się pięć zeszytów). Autorami publikacji są m.in. Andrzej Grodzicki, Przemysław Wiater i Marek Wikorejczyk.